# Domaine royal de Dusit
Le domaine royal de Dusit (พระราชวัง ดุสิต en thaï, Phra Ratcha Wang Dusit, palais royal Céleste) est un domaine royal du XXe siècle, constitué de nombreux palais et lieux de pouvoir thaïlandais / cité administrative de la monarchie constitutionnelle, sur un domaine de 6 hectares, du quartier de Dusit à Bangkok en Thaïlande.
Le défunt roi de Thaïlande Rama IX y résidait officiellement, dans le palais Chitralada.

## Historique
Bangkok est la capitale du royaume de Siam depuis 1782.
Les rois de Thaïlande de la dynastie Chakri ont résidé officiellement au Palais royal de Bangkok depuis la fondation de leur dynastie jusqu'au début du XXe siècle puis dans le palais Chitralada.
Entre 1897 et 1901 le roi Rama V trouve le Palais royal de Bangkok trop inadapté, et entame la construction progressive du domaine royal de Dusit, composé de nombreux palais et de nombreux jardins...
Le domaine royal de Dusit est baptisé à l'origine Wang Suan Dusit ou Dusit Garden Palace (วัง สวนดุสิต), et devient le principal lieu de résidence (non officiel) des rois de Thaïlande Rama V, Rama VI, Rama VII et Rama IX.

Lieux du pouvoir royal
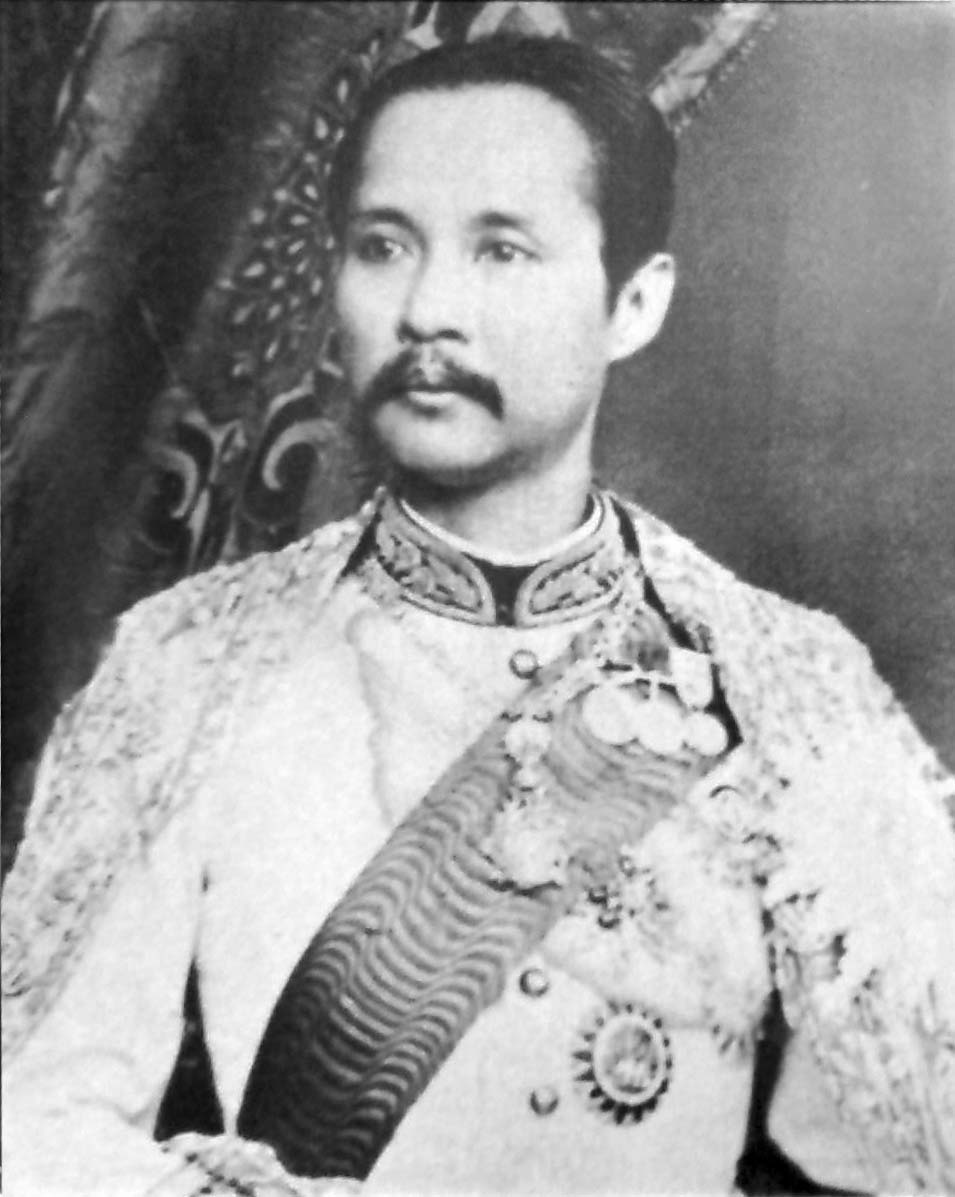
Le roi Rama V (1853-1910)
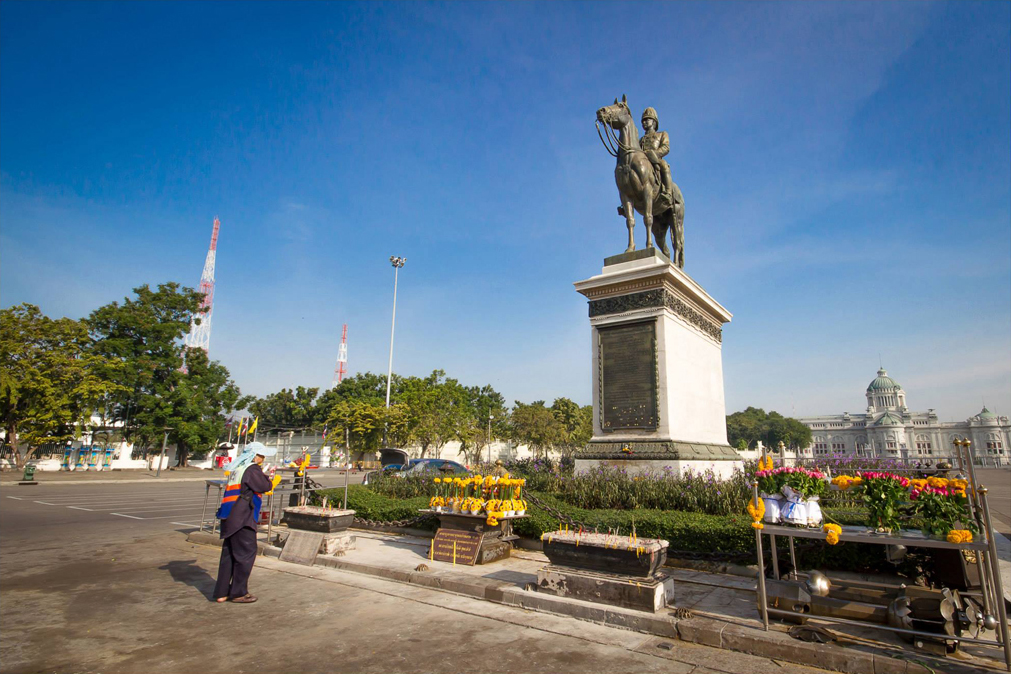
Statue du roi Rama V devant le Palais Ananta Samakhom, palais construit en 1915
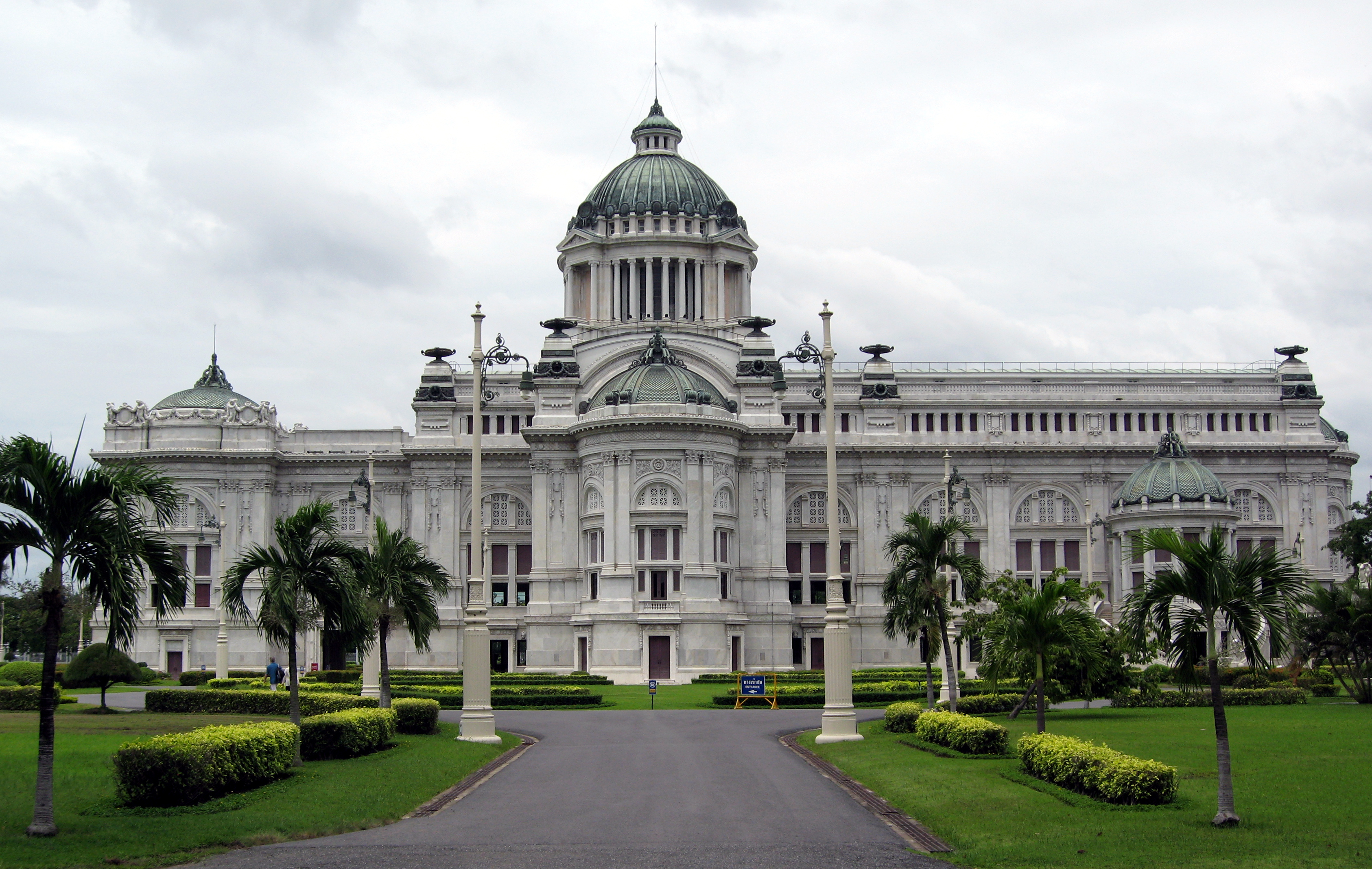
Palais Ananta Samakhom, utilisé pour les cérémonies et les réceptions par le roi de 1915 jusqu'à la révolution siamoise de 1932
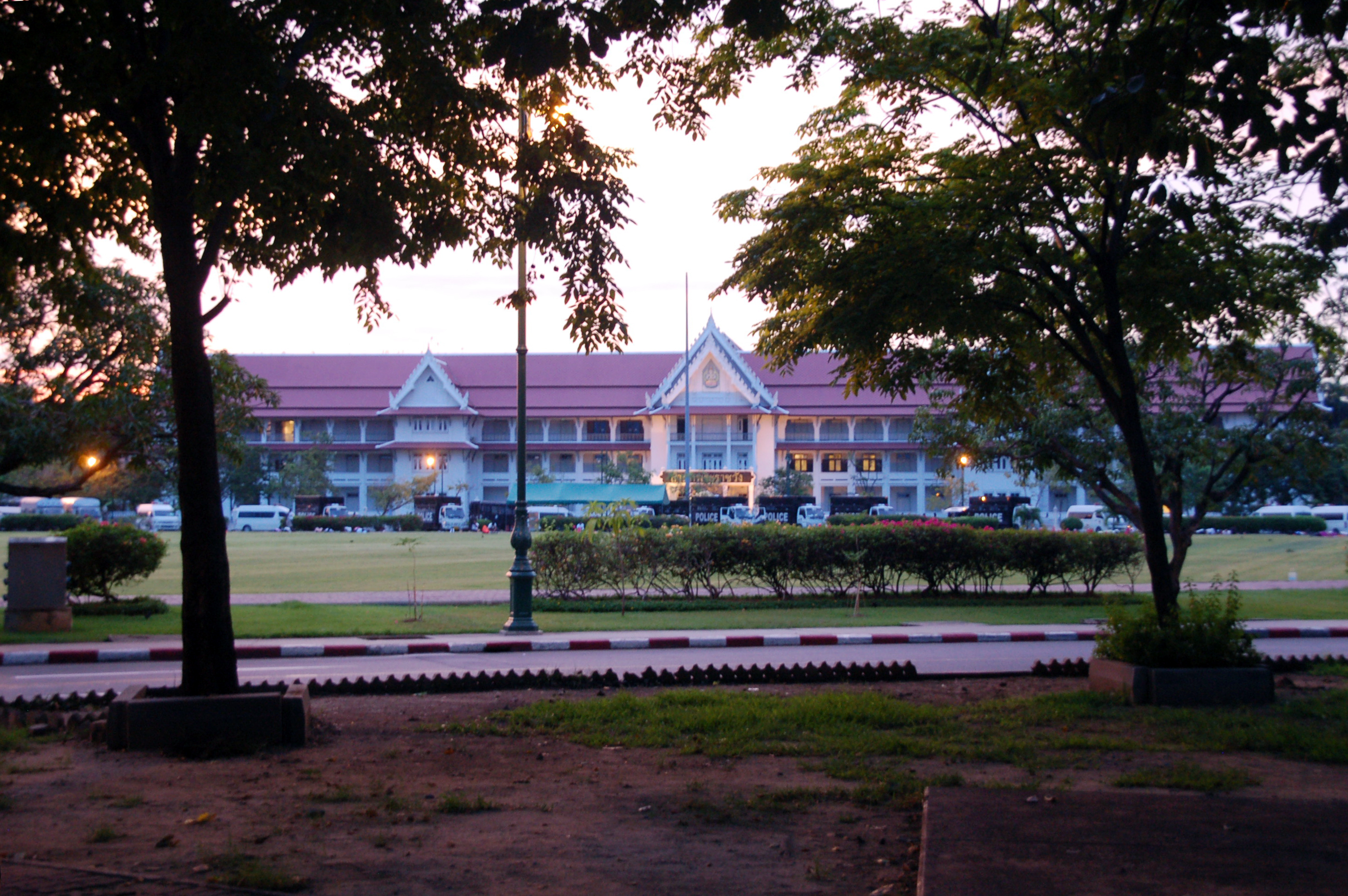
Sanam Sua Pa, Bureau de la maison royale (Bureau of Royal Household), Suan Amporn
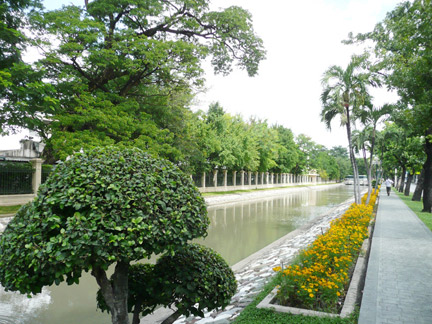
Douves du Palais Chitralada
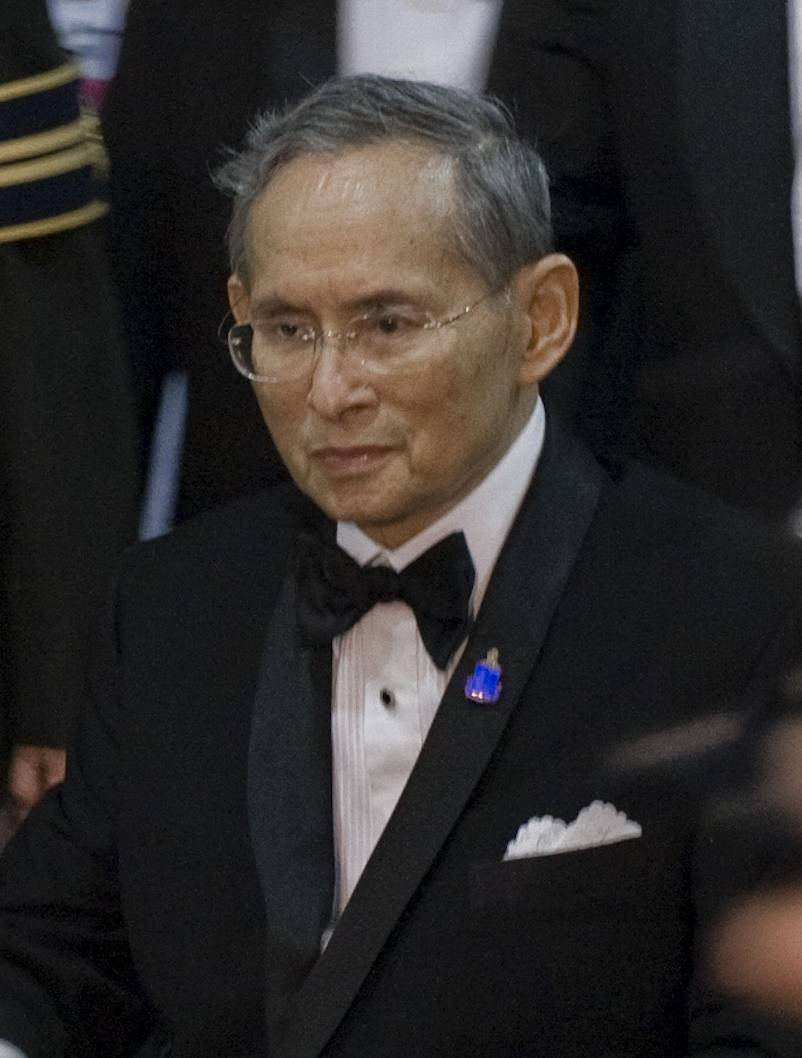
Le roi Rama IX, en 2010
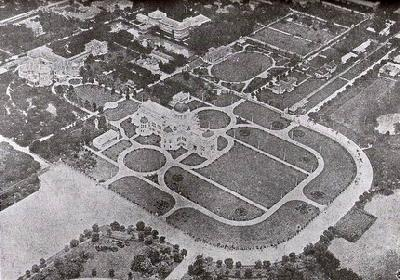
Vue aérienne du Domaine royal de Dusit vers 1940 : le palais Ananta Samakhom au centre et l'Amphorn Sathan Residential Hall en haut à gauche
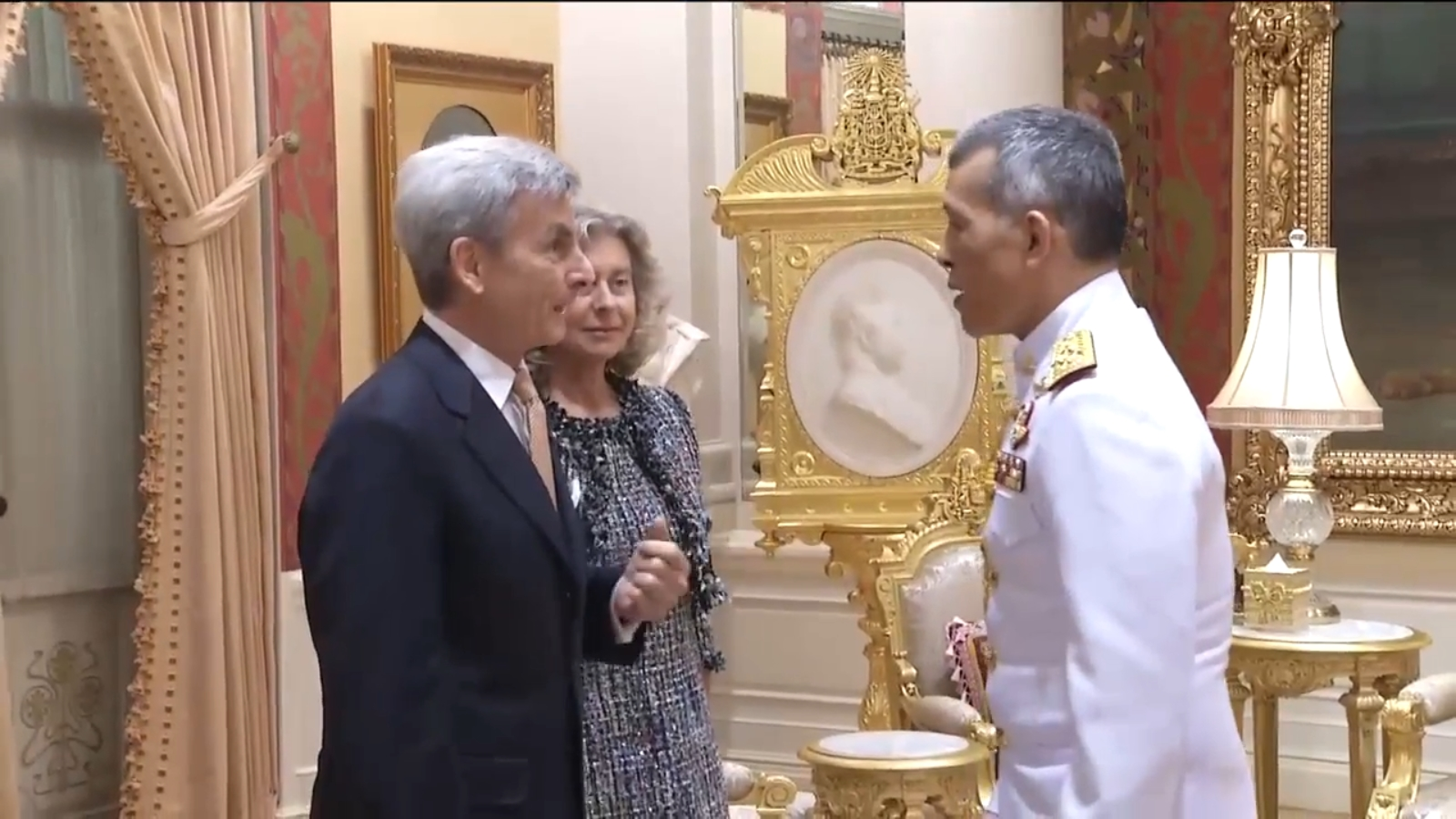
Rama X reçoit l'ambassadeur d'Italie dans l'Amphorn Sathan Residential Hall (ou Ambara Villa) (2018)

Le domaine royal de Dusit héberge ou a hébergé les principaux lieux du pouvoir politique thaïlandais et la cité administrative de la monarchie constitutionnelle dont le siège du gouvernement constitutionnel, le Parlement (ou Assemblée nationale) composé de la Chambre des représentants et du Sénat, de nombreux ministères et ambassades, le bureau de la maison royale, la résidence royale Chitralada...

Lieux du pouvoir de la monarchie constitutionnelle
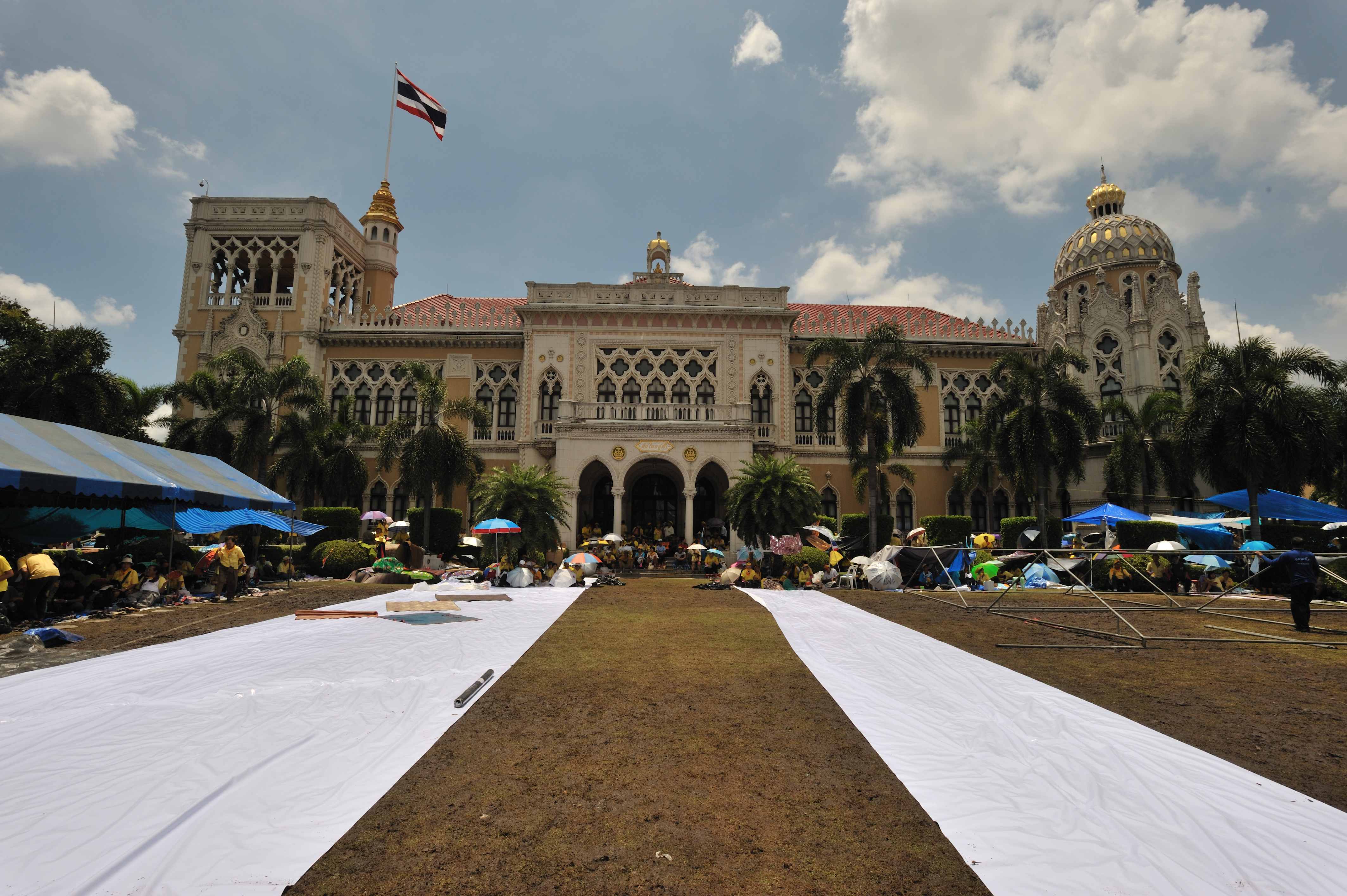
Siège du gouvernement constitutionnel
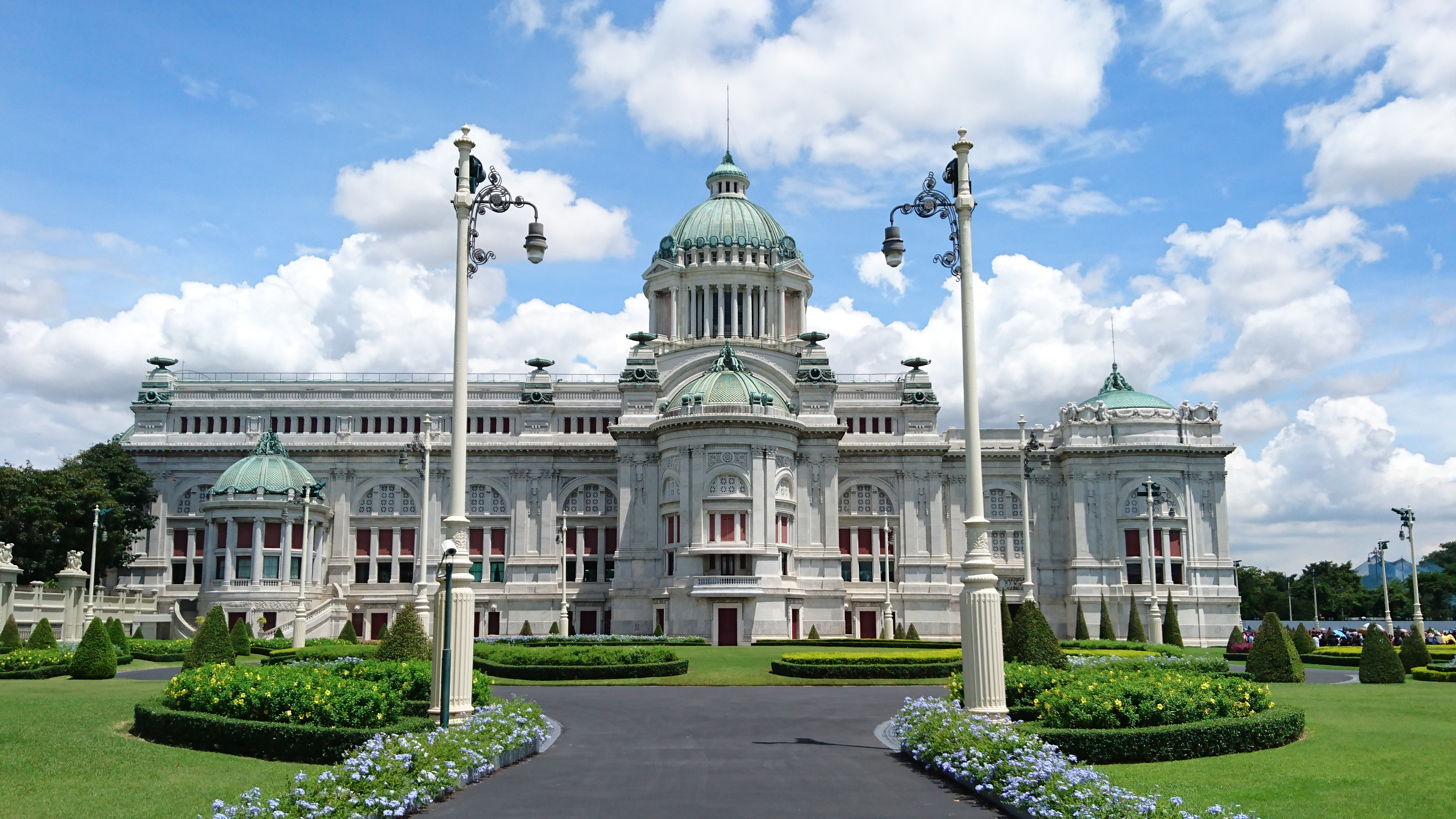
Le Palais Ananta Samakhon, ancien bâtiment du Parlement (Assemblée nationale), de la Révolution siamoise de 1932 jusqu'en 1974.
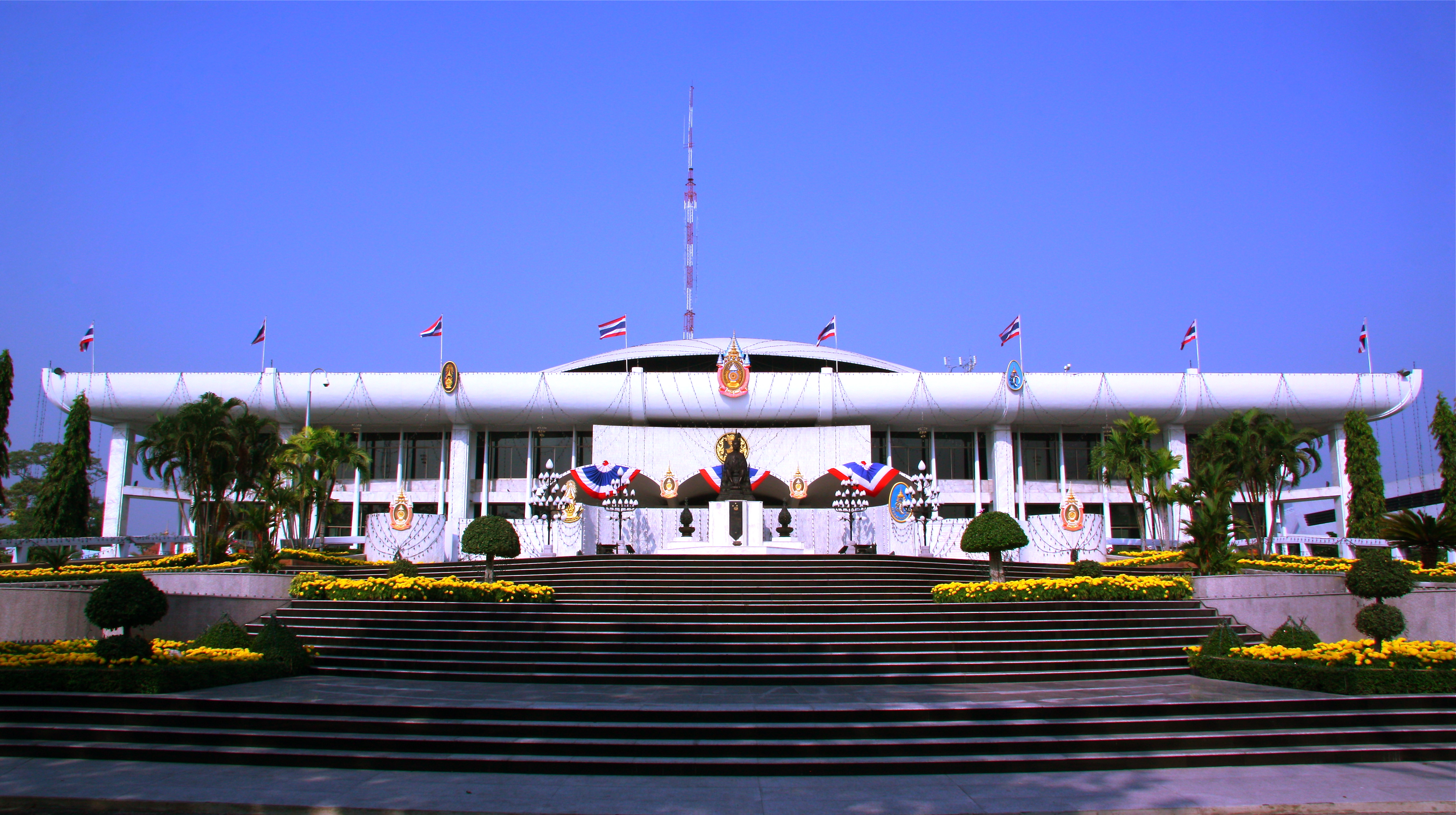
Ancien bâtiment du Parlement de 1974 à 2019 dans le domaine royal de Dusit (juste à côté du Palais Ananta Samakhom)
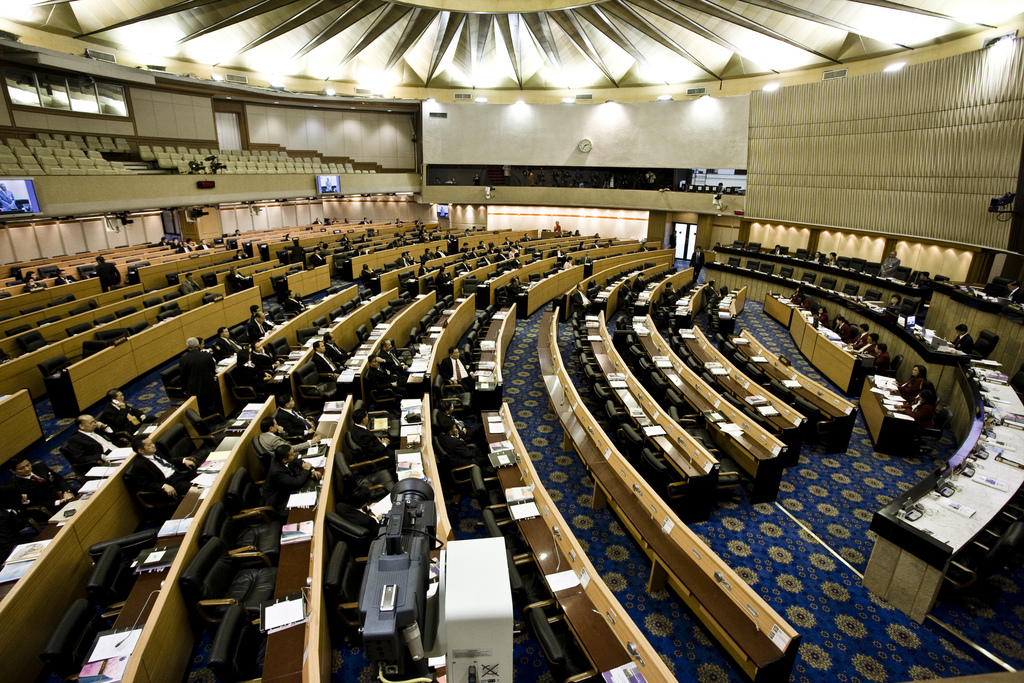
Chambre des représentants (en 2009)
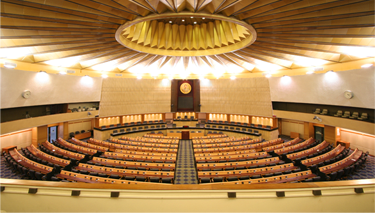
Sénat (en 2007)
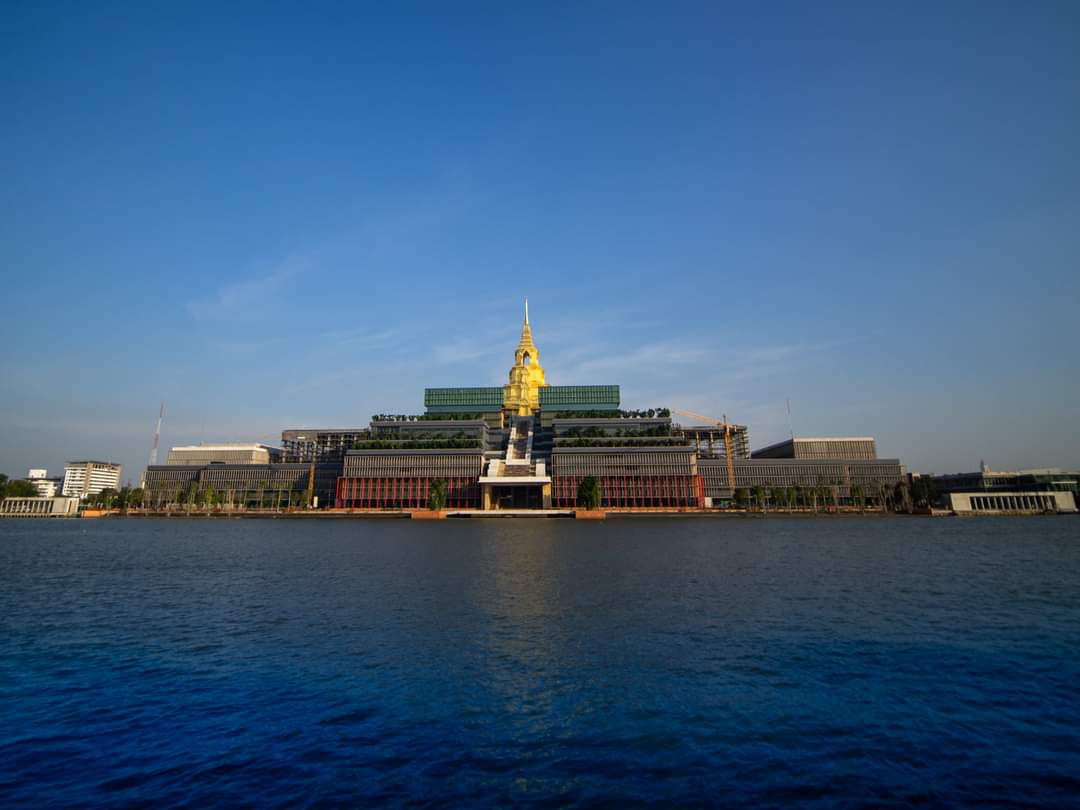
Depuis 2019, Nouveau lieu de réunion du Parlement, à Sappaya-Sapathan, au nord du quartier de Dusit

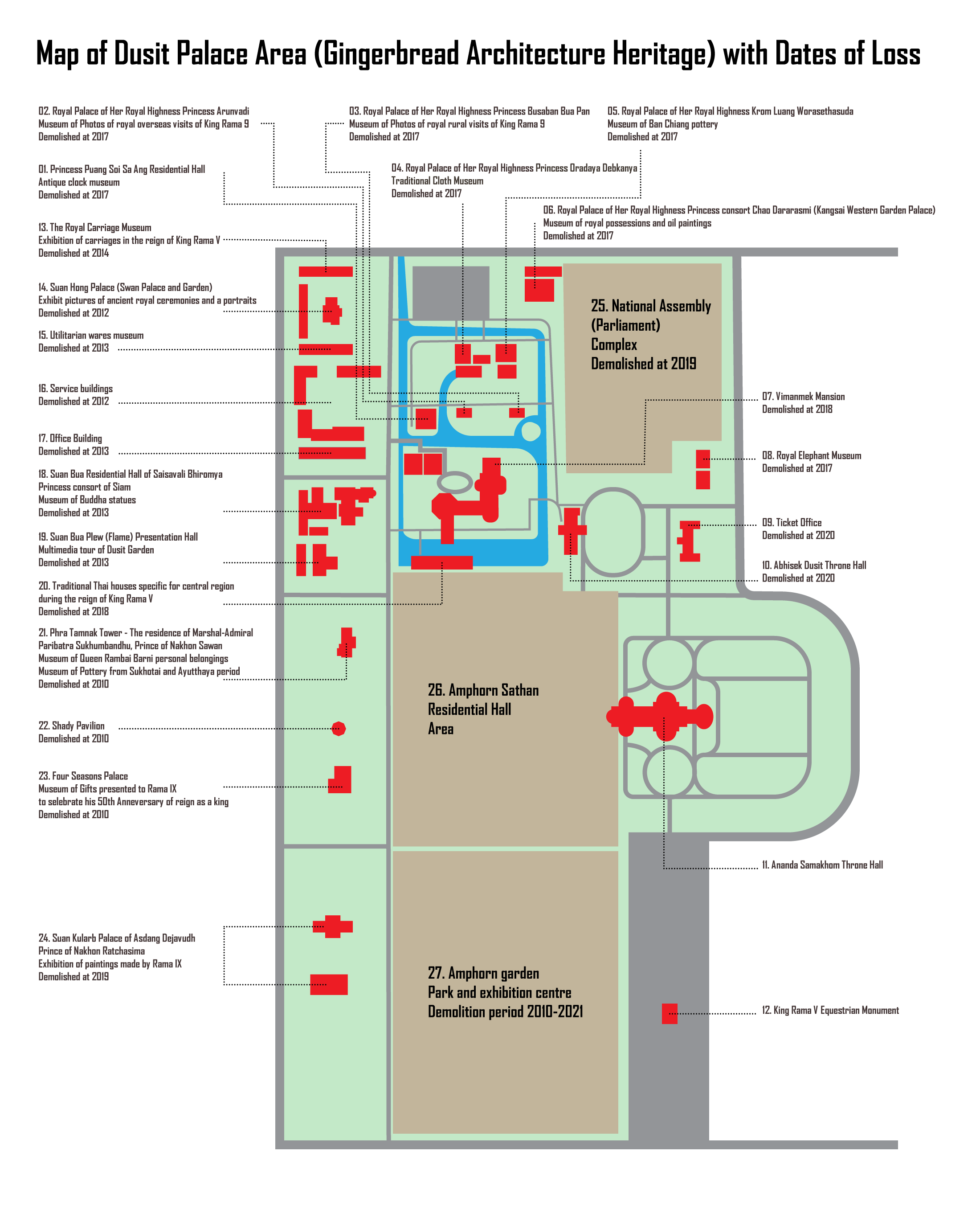
Carte du domaine royal de Dusit. Avec dates de démontage et démolition (avril 2022)

Carte du domaine royal de Dusit en 2011

Depuis 2010 et actuellement, une importante partie du patrimoine architectural du domaine royal de Dusit est en train d'être démonté pour être remonté ultérieurement ou tout simplement détruit.

Patrimoine architectural démonté ou détruit récemment
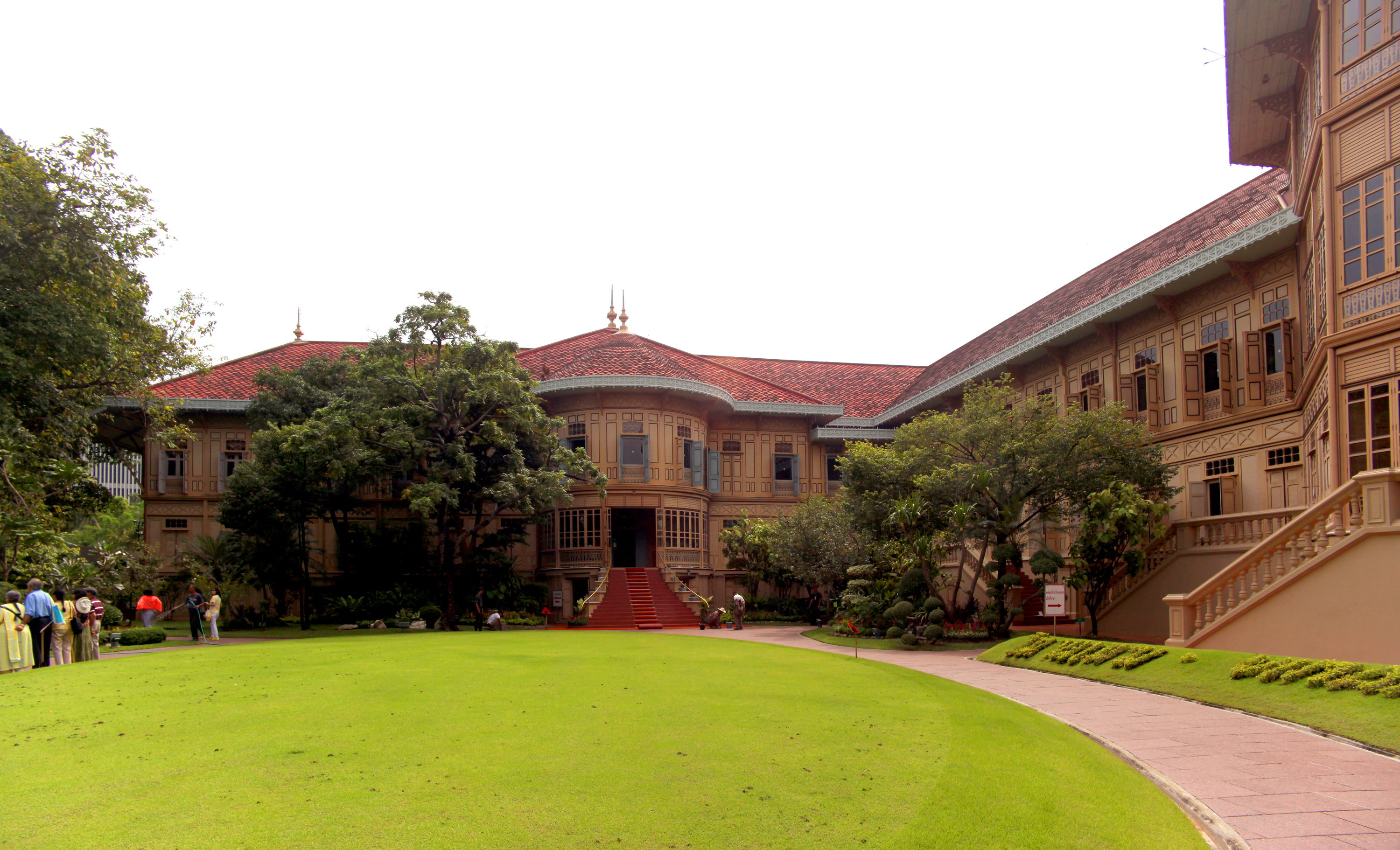
Résidence Vimanmek
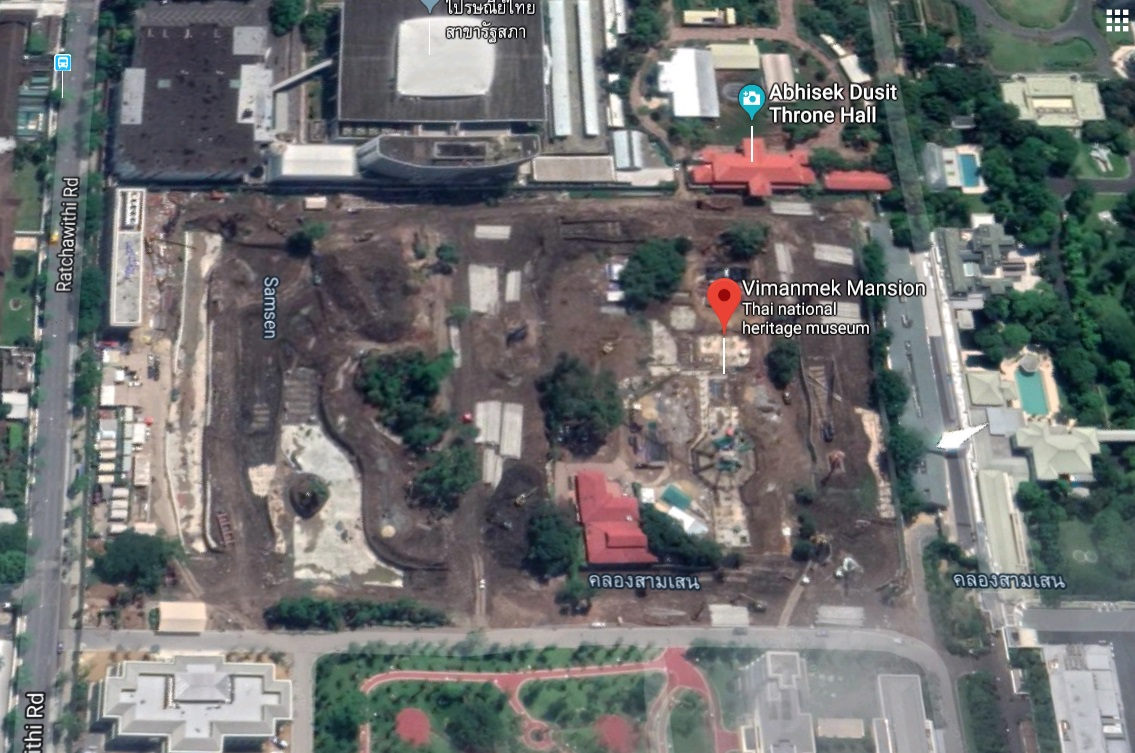
Résidence Vimanmek en cours de démontage en juillet 2019
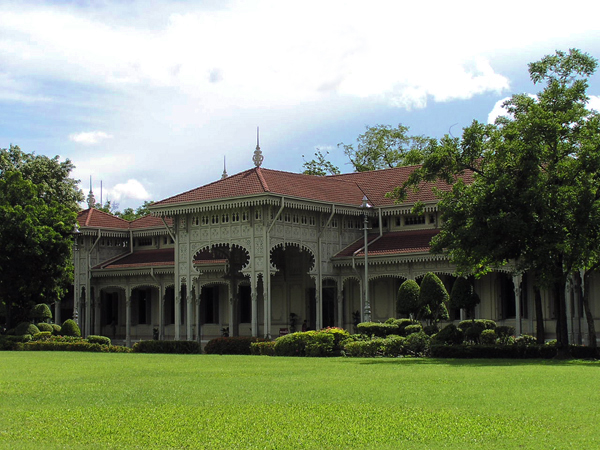
Palais Abhisek
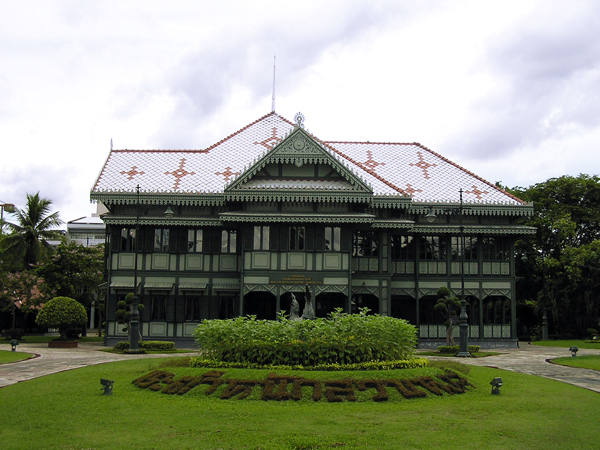
Villa royale Suan Hong
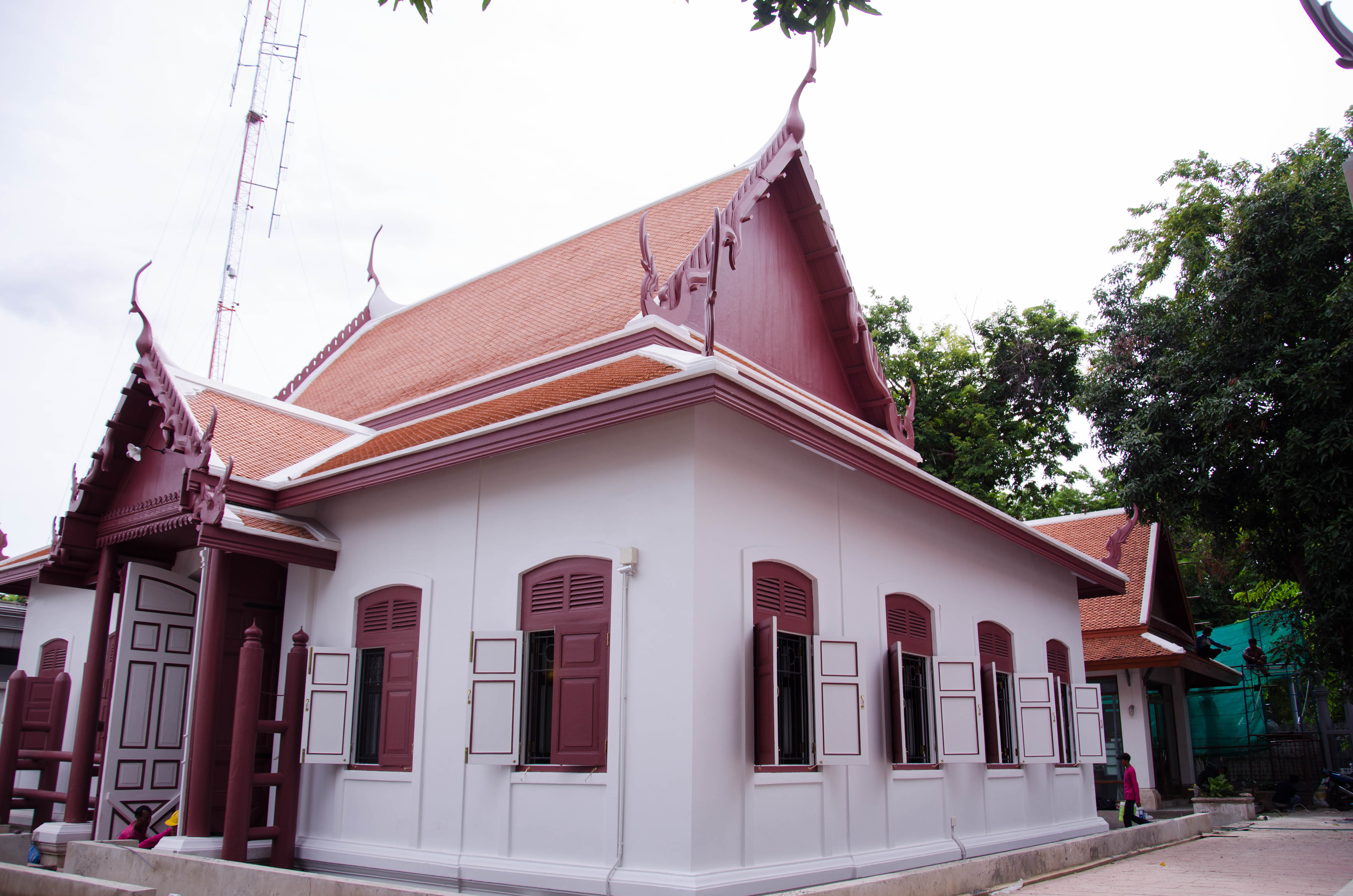
Musée national des éléphants blancs
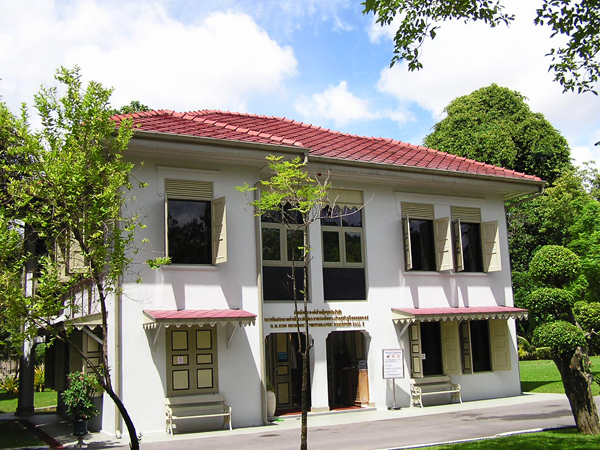
Palais de la princesse Bussaban Bua-Phan

## Édifices du pouvoir politique
- Palais / siège de la monarchie constitutionnelle
- Assemblée nationale
- Sénat
- Nombreux ministères et ambassades
- Sappaya-Sapasathan

## Principaux palais et édifices royaux
- Palais royal Chitralada : résidence royale privée du roi, et domaine agricole de 4 km2
- Résidence Vimanmek : palais en teck de Ko Sichang, reconstruit sur place en 1901 et démonté en 2019
- Résidence Ananta Samakhom : ancienne salle du trône, actuel musée
- Résidence Abhisek Dusit : ancienne salle du Trône
- Résidence Amphorn Sathan
- Résidence Suan Si Ruedu
- Palais Sanam Sua Pa
- Résidence Suan Hong
- Résidence Suan Nok Mai
- Résidence Suan Bua
- Résidence SAR la Princesse Bussabun Bua-Phan
- Résidence SAR la Princesse Arun-Wadi
- Résidence SAR la Princesse Puang Soi Sa-ang
- Résidence SAR la Princesse Orathai Thep Kanya
- Résidence Krom Luang Vorased Thasuda
- Résidence Tamnak Suan Farang Kangsai
- Résidence Tamnka Suan Phudtan
- Résidence Tamnak Hor
- Résidence Paruskawan
- Résidence Suan Kularb
- Auditorium
- École Chitralada : école royale du palais
- Musée national des éléphants royaux, ancienne écurie d'éléphants blancs royaux
- Musée de l'Horloge
- Musée des carrosses royaux
- Musée de la Soie et Vêtements
- Musée de la céramique de Ban Chiang
- Zoo de Dusit